# Yann Tournier
Yann Tournier (Périgueux, 26 oktober 1978) is een voormalig Frans wielrenner die in het verleden uitkwam voor Cofidis en Crédit Agricole. Tournier wist nooit het erepodium te bereiken.

## Grote rondes
Geen